# Großfürstin Alexandra (Walzer)
Großfürstin Alexandra ist ein Walzer von Johann Strauss (Sohn) (op. 181). Das Werk wurde am 26. Juni 1856 in Pawlowsk, Russland erstmals aufgeführt.

## Einzelnachweis
1. ↑  Quelle: Englische Version des Booklets (Seite 53) in der 52 CDs umfassenden Gesamtausgabe der Orchesterwerke von Johann Strauß (Sohn), Hrsg. Naxos (Label). Das Werk ist als fünfter Titel auf der 18. CD zu hören.